# بن بیتمن
بن بیتمن (انگلیسی: Ben Bateman; ۲۰ نوامبر ۱۸۹۲ – ۱۹۶۱ (۶۸−۶۹ سال)) بازیکن فوتبال اهل انگلستان بود.
از باشگاه‌هایی که در آن بازی کرده‌است می‌توان به باشگاه فوتبال کریستال پالاس و باشگاه فوتبال دارتفورد اشاره کرد.
وی همچنین در تیم ملی فوتبال England Amateurs بازی کرده‌است.